# 溜走 (酷娃恰莉和克莉絲汀和皇后歌曲)
《溜走》（英語："Gone"）是英國歌手兼詞曲作家酷娃恰莉和法國歌手克莉絲汀和皇后的歌曲。 作為恰莉第3張錄音室專輯《恰莉》的第三張單曲發行於2019年7月17日。 音樂錄影帶於隔天發行。

## 背景與創作
2018年，在瑞典與製作人合作的酷娃恰莉將看上的樣本傳給克莉絲汀，對於克莉絲回傳自己填詞的音檔，恰莉表示「在博物館一看到她的回覆，就馬上跑回家戴上耳機試聽。」 歌詞主要由酷娃恰莉和克莉絲汀和皇后填寫。恰莉表示歌詞是關於「在擁擠的房間感覺受孤立、焦慮」以及「如何對於做自己感到自在，」 她發現「人們似乎認為我是時刻充滿自信的人。但實際上，我十分害羞且容易感到慌恐。」 製作主要由A.G.庫克和Lotus IV等製作人負責。

## 現場演出
2019年5月，酷娃恰莉和克莉絲汀在音樂節Primavera Sound首次演唱《溜走》。 並在9月時依序在Electric Picnic音樂節、BBC廣播一台、強納森·羅斯秀、吉米‧法倫今夜秀 上雙人演唱歌曲以宣傳《恰莉》。歌曲也收錄在宣傳活動恰莉現場巡演歌單中。

## 音樂錄影帶
7月10日，恰莉在社群媒體上透漏《溜走》的發行日期。幾天後，她表示已經看過錄影帶的「第一版」並以「so good」來形容它。 音樂錄影帶最後於2019年7月17日釋出。  開頭中，鏡頭於恰莉和克莉絲汀在舞台上被各自綁在白色轎車的兩面掙扎的畫面和她們在房間跳舞、燈光閃爍的畫面間切換。第二段主歌時，克莉絲在幫恰莉前自己先設法掙脫了繩索，並在第二段副歌時兩人在房間起霧下雨的同時在車頂上跳舞。在結尾時，火焰在雨停時出現包圍了舞台，並在恰莉與克莉絲站在火焰正前方的畫面中結束。
《告示牌》的Kirsten Spruch認為錄影帶「表現出賦權、慾望、和絕望的激烈情感。全部揉合在一部激情的、四分鐘左右的錄影帶。」 並相信錄影帶「大致上有粉絲想從兩名歌手身上得到的一切。」

## 評價
Pitchfork在歌曲發行時指名歌曲為「Best New Track」。為出版物撰寫時，Anna Gaca寫到:「恰莉帶著直率的口吻唱著:『感覺不太穩定，恨死這些傢伙/和他們最近給我的感受。』 也許因為歌手如此的感觸，使歌曲像是試圖掙脫金屬盒子般砰磅作響。」她接著指出歌曲混合了「恰莉後期的PC音樂作品中低沉的口吃及碎裂聲、克莉絲汀和皇后2018年的專輯—《克莉絲》中活力充沛的雙語放克流行樂。」《立體膠》的Julia Gray寫到在《溜走》裡「恰莉做了她最擅長的事，帶起復古美學—80年代鼓樂、90年代合成樂，它們放送到未來。」認為與先前的《1999》及《都怪你的愛》相比，《溜走》是「邁向正確路線的第一步。」 並同樣將歌曲指名為當週最佳的歌曲。 美國Youtuber兼樂評家安東尼·范塔諾稱《溜走》是一場「流行史詩」，認為這首歌是近十年內最好的流行歌曲之一。
歌曲在Pitchfork的2019年百大歌曲榜單中排行第4、2010年代的兩百大歌曲榜單中排行第145。 歌曲入圍了BBC廣播一台的DJ安妮·麥克的Hottest Record of The Year，在投票表決後，在英國歌手A·J·特拉西、山姆·芬德爾後排行第3名。

## 曲目列表
| 數位下載 | 數位下載  | 數位下載 |
| 曲序     | 曲目      | 时长     |
| -------- | --------- | -------- |
| 1.       | 溜走 Gone | 4:06     |

| 數位下載 - Happy妮娜·克羅維茲Mix版 | 數位下載 - Happy妮娜·克羅維茲Mix版 | 數位下載 - Happy妮娜·克羅維茲Mix版 |
| 曲序                               | 曲目                               | 时长                               |
| ---------------------------------- | ---------------------------------- | ---------------------------------- |
| 1.                                 | 溜走（Happy妮娜·克羅維茲Mix版）    | 5:02                               |

| 數位下載 - Remixe合輯 | 數位下載 - Remixe合輯            | 數位下載 - Remixe合輯 |
| 曲序                  | 曲目                             | 时长                  |
| --------------------- | -------------------------------- | --------------------- |
| 1.                    | 溜走（Devault Remix版）          | 5:02                  |
| 2.                    | 溜走（克拉倫斯·克拉里緹Remix版） | 3:50                  |
| 3.                    | 溜走（The Wild Remix版）         | 3:13                  |

## 榜單
| 榜單（2019年）                            | 最高 排位 |
| ----------------------------------------- | --------- |
| 比利时佛兰德（Ultratip榜外單曲榜）        | 24        |
| 比利时瓦隆（Ultratip榜外單曲榜）          | 19        |
| Canadian Hot Digital Song Sales（告示牌） | 50        |
| 中國Airplay/FL（告示牌）                  | 27        |
| France Downloads (SNEP)                   | 26        |
| 愛爾蘭 (IRMA)                             | 56        |
| New Zealand Hot Singles (RMNZ)            | 10        |
| 蘇格蘭（官方榜单公司單曲榜）              | 67        |
| 英國（官方榜单公司單曲榜）                | 58        |